# Villaflor (Ávila)
Villaflor ist ein Ort und eine zentralspanische Gemeinde (municipio) mit 99 Einwohnern (Stand: 2024) in der Provinz Ávila in der Autonomen Region Kastilien-León. 

## Lage
Villaflor befindet sich in den nördlichen Ausläufern der Sierra de Gredos gut 18 Kilometer nordwestlich von Ávila in einer Höhe von 975 m. Das Klima im Winter ist kühl, im Sommer dagegen trotz der Höhenlage durchaus warm; der Regen (ca. 532 mm/Jahr) fällt – mit Ausnahme der nahezu regenlosen Sommermonate – verteilt übers ganze Jahr.

## Bevölkerungsentwicklung
| Jahr      | 1970 | 1981 | 1991 | 2001 | 2011 | 2021 |
| Einwohner | 363  | 252  | 199  | 169  | 133  | 103  |

## Sehenswürdigkeiten

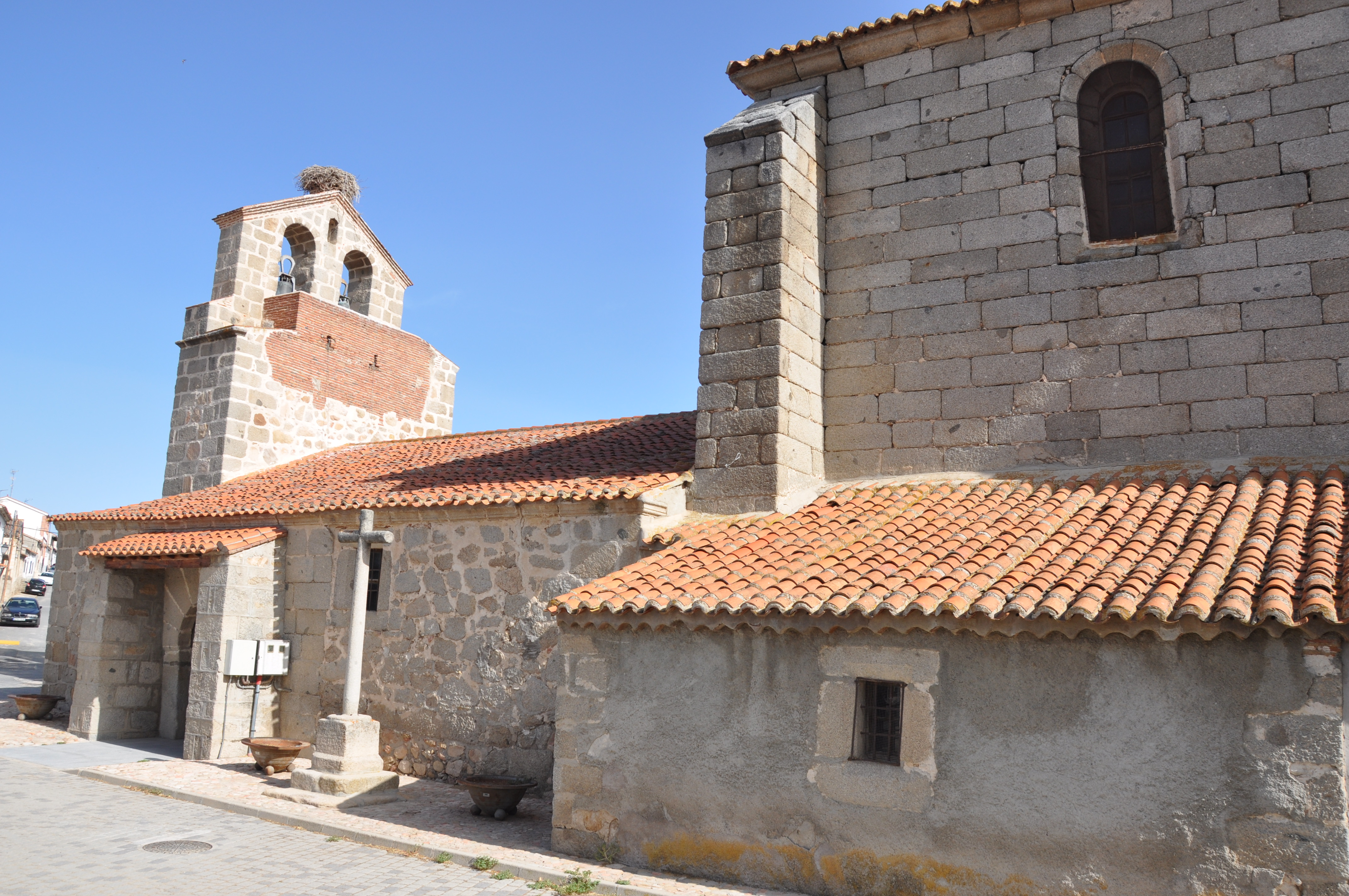
Jakobuskirche
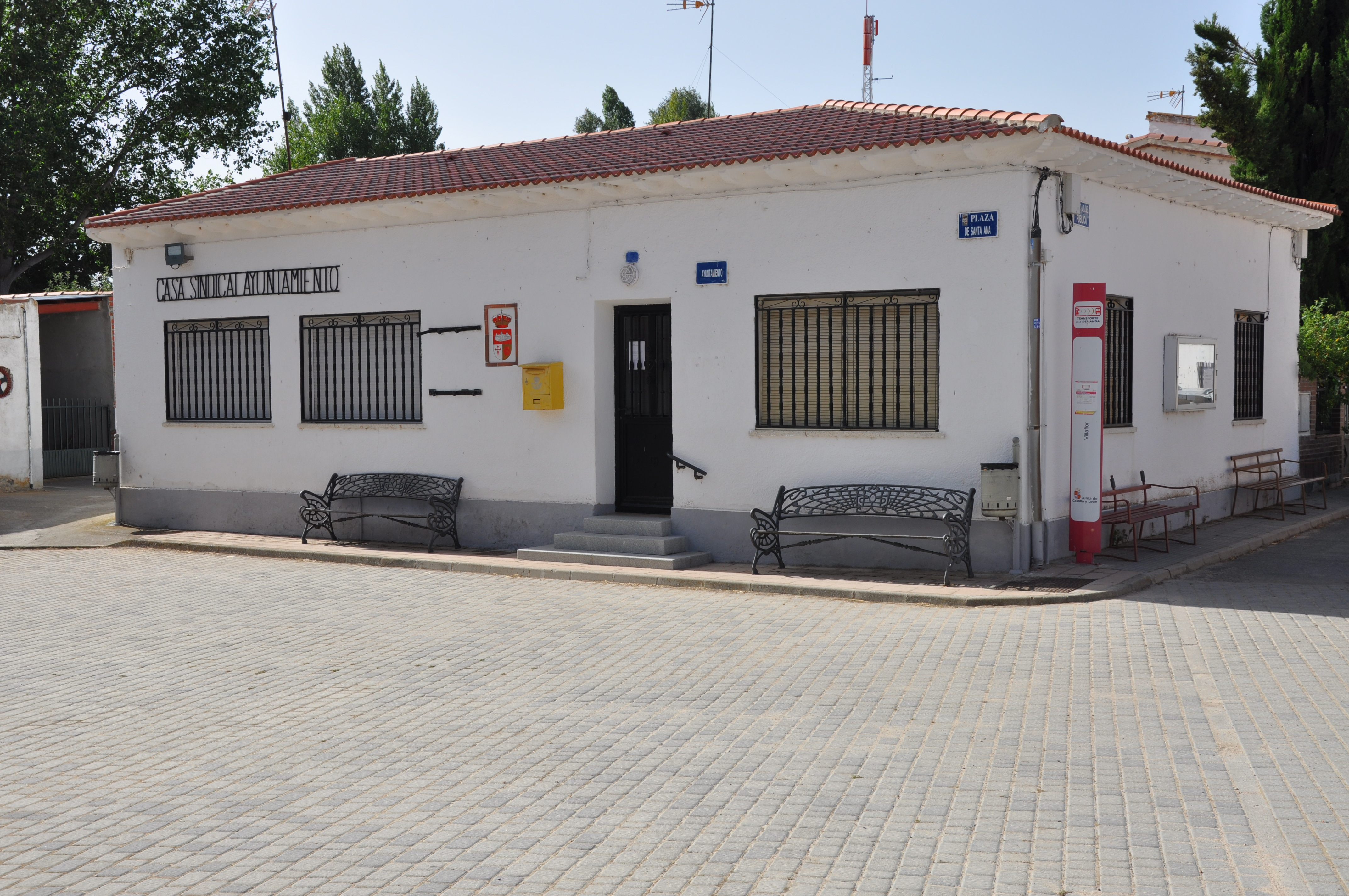
Rathaus

- Jakobuskirche
- Rathaus